# Palazzo Wedekind
Palazzo Wedekind è un edificio storico di Roma.
Si trova in Piazza Colonna, nel rione omonimo, e fu edificato nella seconda metà del XVIII secolo; completamente ricostruito nel secolo successivo, è dal dopoguerra di proprietà dell'INPS e ospita la sede del quotidiano romano il Tempo.

## Storia
Il nucleo originario del palazzo, sito dove in epoca romana sorgeva il Tempio di Marco Aurelio, risale alla seconda metà del XVII secolo.
Fu fatto completamente ricostruire da papa Gregorio XVI nel 1838 su disegni di Pietro Camporese il Giovane, che lo dotò di un porticato realizzato con sedici colonne, di cui undici antichissime colonne ioniche provenienti dagli scavi archeologici della città etrusca di Veio, come ricorda l'iscrizione sul fregio che recita: GREGORIUS XVI PONTIF MAXIM ANNO MDCCCXXXVIII FRONTEM AEDIFICII EXORNANDUM PORTICUM VEIORUM COLUMNIS INSIGNEM ADSTRUENDAM CURAVIT (Gregorio XVI Pontefice massimo nel 1838 fece decorare la facciata dell’edificio aggiungendovi il portico di Veio, famoso per le sue colonne).
In seguito a questi lavori, da sede del vicegerente del vicariato di Roma diventò sede dell'Ufficio di Stato delle Poste del Papa; fu, poi, per qualche anno dopo il 1871, sede del ministero dell'Educazione del Regno d'Italia. 
Nel 1879 il ricco banchiere Karl Wedekind lo acquistò, per ristrutturarlo sulla base del progetto di G.B. Giovenale. Nel 1918 fu acquisito dalla società editrice del quotidiano Il Tempo (il giornale uscì fino al 1922).
Tra il 1937 e il 1940 divenne poi sede della Galleria di Roma e a giugno del 1937 l’allora governatore Bottai inaugurò al suo interno un'importante mostra dedicata ad artisti di grande fama come Boccioni, Carrà, Modigliani, Casorati, De Chirico, Morandi, Severini e Sironi.
Dal 1938 al 1943 il palazzo ospitò la redazione del periodico La difesa della razza, rivista dai forti toni antisemiti andata in stampa sotto il regime fascista.
Dopo essere stato per breve tempo, dal settembre del 1943 fino alla liberazione di Roma, sede ufficiale del Partito Fascista Repubblicano, dal 1945 divenne la sede dell'attuale quotidiano Il Tempo  fino a quando tornò nella disponibilità dell’INPS.
All’interno del palazzo si trovano due imponenti saloni: la Sala Angiolillo e la Sala Montecitorio. La sala Angiolillo, situata al primo piano del palazzo, offre allo sguardo le meraviglie del soffitto e i preziosi mosaici del pavimento, concepito dall'architetto Giovenale e datato 1881. I mosaici raffigurano Apollo con la cetra che rappresenta il canto, una giovane donna che danza, un attore che recita leggendo le note su una pergamena, come nelle rappresentazioni classiche dell’antica Grecia. Gli strumenti musicali di pregevole fattura tratteggiati sul pavimento e le altre raffigurazioni evocano, nello stile e nella eleganza, i preziosi mosaici che adornavano i pavimenti delle ville nobiliari dell’antica Roma e della civiltà Ellenica. Volgendo l’attenzione al soffitto, si osservano rappresentazioni di danza, come sfondo ai telamoni che sembrano reggere il particolare soffitto. L’intero ambiente richiama i saloni rinascimentali che proprio Wedekind volle che fossero ricreati e che si ispiravano anch’essi, per eleganza e stile, agli ambienti classici. La Sala Montecitorio ospita un arazzo gigante del 1600/1650 circa appartenente alla Collezione Sciarra ed un quadro, attribuito ad un artista ignoto, raffigurante una donazione all'interno di una chiesa spagnola che risale ai secoli XVII o XVIII.
Palazzo Wedekind ospita un’importante collezione di opere d’arte del ‘900, di proprietà dell’Istituto Nazionale della Previdenza Sociale.